# Miguel Vaz Guedes de Ataíde
D. Miguel Vaz Guedes de Ataíde (Vila Real, 8 de julho de 1829 — Guilhabreu, c. 1898) foi um político do século XIX, governador civil em diversos distritos, entre os quais o Distrito de Angra do Heroísmo (25 de fevereiro a 13 de setembro de 1869).

## Biografia
Nasceu em 1829, filho do primeiro casamento de  D. Miguel Vaz Guedes de Ataíde Azevedo e Brito Malafaia (Fundão, São Martinho, 05 de dezembro de 1794 — Penafiel, Quinta de Barbosa, 27 de maio de1864), com D. Maria Ludovina de Melo Sampaio (1805 - 1837), filha de Lopo Vaz de Sampaio e Melo, da varonia dos Sampaios, senhores de Ribalonga, e de sua mulher Maria Vitória de Melo e Sampaio, senhora da casa de Gouvinhas.
Seu pai, fora herdeiro, pelo lado paterno Vaz Guedes Pereira Pinto, de uma grande casa da província de Trás-os-Montes, o chamado Morgado do Arco do Duque, com sede em Vila Real e com outras propriedades e morgadios no Fundão; sendo filho primogênito (teve várias irmãs, uma das quais casou e deixou descendência), também herdara por via de sua mãe, D. Ana Joaquina de Ataíde e Cunha Azevedo Brito Malafaia, o senhorio da honra e quinta de Barbosa (situada no termo de Penafiel), que lhe fora confirmado por carta régia de 14.10.1826 (D. João VI).
D. Miguel Vaz Guedes de Ataíde herdou assim a referida quinta e torre de Barbosa e foi também o último senhor da Casa do Arco, em Vila Real.
Foi bacharel em Direito pela Universidade de Coimbra e recebedor da Fazenda Pública na Régua. Exerceu o cargo de governador civil do distrito de Angra do Heroísmo entre 25 de Fevereiro e 13 de Setembro de 1869, mas a única relação, remota, que poderia ter às ilhas era o facto de seu pai ter contraído segundas núpcias com Margarida Inocência Pinto de Sousa Coutinho e Mendonça, filha do antigo capitão-geral das ilhas dos Açores, Aires Pinto de Sousa Coutinho (Lamego, 12.05.1778 - Oeiras, 21.05.1836), que por sua vez era filho segundogénito do 1.º visconde de Balsemão.
Miguel Vaz Guedes de Ataíde foi depois governador civil dos distritos de Faro (de 4 de outubro a 23 de novembro de 1870) e de Viana do Castelo, ainda no ano de 1870.

## Casamento e descendência
Casou com Constança Arminda Teixeira Barbosa, com geração, nomeadamente D. Beatriz de Ataíde (ou Beatriz Vaz Guedes de Ataíde Malafaia), nascida em  Angra do Heroísmo, em 12.06.1869, que do seu casamento com o médico Alberto José Baptista teve descendência, que usaria os apelidos Ataíde Malafaia Baptista.